# Oxandra lanceolata
Oxandra lanceolata är en kirimojaväxtart som först beskrevs av Olof Swartz, och fick sitt nu gällande namn av Henri Ernest Baillon. Oxandra lanceolata ingår i släktet Oxandra och familjen kirimojaväxter. Utöver nominatformen finns också underarten O. l. macrocarpa.